# كيكو لي
كيكو لي (باليابانية: ケイコ・リー) هي مغنية يابانية، ولدت في 17 فبراير 1965 في هاندا في اليابان.

## وصلات خارجية
- الموقع الرسمي
- كيكو لي على موقع IMDb (الإنجليزية)
- كيكو لي على موقع ميوزك برينز (الإنجليزية)
- كيكو لي على موقع أول ميوزيك (الإنجليزية)
- كيكو لي على موقع ديسكوغز (الإنجليزية)
- كيكو لي على موقع ANN person (الإنجليزية)